# Катастрофа Boeing 707 в Паго-Паго
Катастрофа Boeing 707 в Паго-Паго — крупная авиационная катастрофа пассажирского самолёта Boeing 707-321B авиакомпании Pan American World Airways (Pan Am), произошедшая в среду 30 января 1974 года у аэропорта Паго-Паго (Тутуила, Американское Самоа). Авиалайнер выполнял международный пассажирский рейс из Окленда (Новая Зеландия) в Лос-Анджелес (США) и заходил на промежуточную посадку в Паго-Паго (Американское Самоа). Снижение происходило ночью в условиях тропического ливневого дождя и сильных ветров. Экипаж не уследил за вертикальной скоростью, из-за чего в километре от аэропорта самолёт врезался в джунгли и разрушился. На месте падения возник пожар, который уничтожил авиалайнер и в котором погибли 97 человек из 101 на борту. Это крупнейшая авиакатастрофа в истории Американского Самоа.

## Самолёт
Boeing 707-321B с заводским номером 19376 и серийным 661 свой первый полёт совершил 15 декабря 1967 года. Самолёт получил бортовой номер N454PA, а к 20 декабря был продан заказчику — американской авиакомпании Pan American World Airways, где получил имя Clipper Radiant. Установленные под крылом четыре турбовентиляторных двигателя были модели Pratt & Whitney JT3D-3B с силой тяги по 18 000 фунтов (8200 кг) каждый. Пассажировместимость салона составляла 192 места. Лётный сертификат на самолёт был получен 11 января 1968 года.
Эксплуатация и обслуживание лайнера проводилась, согласно отчёту авиакомпании, в соответствии с действующими на то время директивами. Последняя крупная проверка борта N454PA проводилась 22 апреля 1973 года в Майами (Флорида). Последнее техобслуживание по форме «B» проводилось 24 января 1974 года, а по форме «A» — 30 января того же года в Оклендском аэропорту перед вылетом. Перед выполнением рейса самолёт имел общую наработку 21 625 лётных часов. По расчётам в момент катастрофы вес авиалайнера составлял 245,4 тысячи фунтов (включая 68,5 тысяч фунтов топлива) при центровке 26,2 САХ, что находилось в допустимых пределах.

## Экипаж
Лётный экипаж состоял из четырёх человек:
- Командир воздушного судна — Лерой А. Петерсен (англ. Leroy A. Petersen). 52 года, в авиакомпании с 3 марта 1951 года. Также имел квалификацию радиста и бортинженера. 1 ноября 1960 года был квалифицирован на резервного второго пилота и бортинженера B707, 2 июля 1965 года был повышен до штатного второго пилота B707, а 10 ноября 1967 года — до командира B707. Был квалифицирован для полётов на Douglas DC-4, Boeing 337, 707 и 720. Имел общий налёт 17 414 часов, в том числе 7414 часов на B707[9].
- Второй пилот — Джеймс С. Филлипс (англ. James S. Phillips). 43 года, в авиакомпании с 25 апреля 1966 года. Также имел квалификацию радиста и бортинженера. 3 января 1967 года был квалифицирован на резервного второго пилота и бортинженера B707. Имел общий налёт 5208 часов, в том числе 4706 часов на B707. Налёт за последние 60 дней составлял 119 часов 7 минут, а за последние 30 дней — 56 часов 7 минут. В Паго-Паго за последние 7 месяцев летал 7 раз[10].
- Бортинженер — Джерри У. Грин (англ. Gerry W. Green). 37 лет, в авиакомпании с 24 апреля 1967 года. 20 октября 1967 года был квалифицирован на резервного второго пилота и бортинженера B707, а 2 июля 1973 года получил начальную квалификацию бортинженера B707. Имел общий налёт 2399 часов, в том числе 1444 часа на B707. Налёт за последние 60 дней составлял 82 часа 15 минут, а за последние 30 дней — 63 часа 13 минут. В Паго-Паго за последние 7 месяцев летал 7 раз[10].

Все три члена лётного экипажа за последние 24 часа имели общее распределение времени: 19 часов 14 минут отдыха в Окленде перед вылетом и 3 часа 46 минут налёта. В салоне самолёта работали шесть стюардесс:
- Элизабет Гивенс (англ. Elizabeth Givens). 30 лет (родилась 28 сентября 1943 года), в авиакомпании c 1 июля 1966 года.
- Горда Рапп (англ. Gorda Rupp). 33 года (родилась 12 сентября 1939 года), в авиакомпании c 18 марта 1966 года.
- Глория Олсон (англ. Gloria Olson). 25 лет (родилась 4 июня 1948 года), в авиакомпании c 14 февраля 1972 года.
- Патрисия Райли (англ. Patricia Reilly). 25 лет (родилась 22 июля 1948 года), в авиакомпании c 8 мая 1972 года.
- Кинуко Секо (англ. Kinuko Seko). 28 лет (родилась 19 марта 1945 года), в авиакомпании c 1 мая 1969 года.
- Ивонн Котт (англ. Yvonne Cotte). 23 года (родилась 10 апреля 1950 года), в авиакомпании c 19 февраля 1973 года.

Также изначально вторым пилотом должен был быть Ричард В. Гейнс (англ. Richard V. Gaines). 37 лет, в авиакомпании с 7 августа 1964 года. Также имел квалификацию радиста и бортинженера. 20 октября 1964 года был квалифицирован на резервного второго пилота и бортинженера B707, 15 июня 1967 года был повышен до штатного второго пилота B707. Также был квалифицирован для полётов на B720. Имел общий налёт 5107 часов, все на B707. Налёт за последние 60 дней составлял 127 часов 14 минут, а за последние 30 дней — 56 часов 44 минуты. В Паго-Паго за последние 12 месяцев летал 12 раз.
Но на этом рейсе он заболел лангиритом, поэтому он сидел на откидном сидении в конце кабины и свои обязанности не выполнял.

## Катастрофа
Самолёт выполнял регулярный пассажирский рейс PA-806 (позывные — Clipper 806) из Окленда (Новая Зеландия) в Лос-Анджелес (Калифорния, США) с промежуточными остановками в Паго-Паго (Американское Самоа) и Гонолулу (Гавайи, США). Расчётный расход топлива на первом этапе рейса (до Паго-Паго) должен был составлять 48 500 фунтов (22 000 кг). В баки при этом залили 117 000 фунтов (53 100 кг) авиакеросина A-1, из которых 37 900 фунтов (17 190 кг) фунтов должно было остаться для завершающего этапа рейса. В 20:14 c 91 пассажиром и 9 членами экипажа на борту рейс 806 вылетел из Окленда в Паго-Паго, выполняя полёт по ППП. Во время взлёта пилотирование осуществлял командир Петерсен.
В 23:11:55 экипаж установил связь с диспетчером контроля аэропорта Паго-Паго и доложил, что находится в 160 милях к югу от аэропорта. Диспетчер в ответ передал: Клиппер восемь ноль шесть, понял. Прогноз погоды в Паго: переменная облачность [высотой] тысяча шестьсот [футов (490 м)] и переменная четыре тысячи [футов (1220 м)], наблюдаемая — тысяча (300 м) сплошная. Видимость один ноль [10 миль (16 км)], температура семь восемь [78 °F (26 °C)], ветер три пять ноль градусов, один пять [7,7 м/с], высотомеры на два девять восемь пять [29,85 дюйма (758 мм) рт.ст.] . В 23:13:04 экипаж получил от диспетчера подхода разрешение следовать на навигационный радиомаяк Паго-Паго (Pago Pago VORTAC). Через три минуты в 23:16:58 с самолёта сообщили о покидании эшелона 330 (10 км). Вскоре снижающийся рейс 806 пересёк эшелон 200 (6,1 км), о чём в 23:24:40 было доложено на землю. Тогда в 23:24:49 диспетчер подхода передал: Клиппер восемь ноль шесть, вам разрешён заход на полосу 5 по ILS DME, через два ноль миль поворот на юго-юго-запад. Доложите о повороте и снижайтесь с пяти тысяч (1,5 км). Когда в 23:30:51 с самолёта спросили о направлении и скорости ветра, то им было сообщено, что ветер курсом 360° с отклонениями до 020°, скорость 10—15 узлов (5—7,7 м/с). Затем в 23:34:56 экипаж доложил, что они на высоте 5500 футов (1700 м) над уровнем моря и перехватили вектор 226° от радиомаяка VOR. В ответ диспетчер подхода дал указание получить три сигнала от радиомаяка и при докладе о местонахождении самолёта сообщить только о них. Также была передана информация о ветре: 010°, 15 узлов, в порывах до 20 узлов [10 м/с].
В 23:38:50 диспетчер сообщил, что есть подозрения на то, что в аэропорту произошёл сбой электропитания, однако второй пилот сообщил, что сигнал от VOR по-прежнему прослушивается, и горят огни взлётно-посадочной полосы, в том числе и огни высокой интенсивности. В 23:39:05 диспетчер уточнил у экипажа, наблюдаются ли огни полосы, на что ответ был положительным. Тогда диспетчер сказал, что в аэропорту сейчас плохая погода и сильный ливневый дождь, поэтому с его поста огни не видны (диспетчерская вышка в аэропорту отсутствовала). На это в 23:39:29 второй пилот Филлипс передал: Мы сейчас в 5 милях от DME и они по-прежнему горят ярко. Тогда диспетчер подхода сообщил: Ладно, других сообщений о ситуации на траектории нет. Ветер ноль три ноль градуса, два ноль, в порывах два пять [10 м/с]. Сообщите об освобождении полосы. В ответ в 23:39:41 сообщили: Восемь ноль шесть, так точно. Это было последнее радиосообщение с самолёта.
Командир спросил у второго пилота, видит ли тот полосу, на что был дан утвердительный ответ. Закрылки были установлены на 50°, стеклоочистители работали, а контрольная карта перед посадкой полностью зачитана. Как впоследствии сообщил второй пилот, единственное, что он не выполнил перед посадкой — на завершающем этапе посадки навигационный приёмник № 2 (правый) не был переключён с частоты VOR на курсо-глиссадную систему. В 23:40:22,5 второй пилот вдруг сказал: Мы немного высоко. Тогда через четыре секунды пилоты чуть отклонили штурвалы «от себя», то есть немного опустили нос самолёта. Однако затем дважды, в 23:40:29,5 и 23:40:34, раздались предупреждающие сигналы радиовысотомера об опасно малой высоте над землёй, при этом второй такой сигнал прервал второй пилот, который крикнул: Мы на минимальной [высоте]. В 23:40:35 также второй пилот сказал: Вижу аэродром… [через несколько секунд] Поверни вправо… Сто сорок узлов. Это была последняя фраза, записанная на речевом самописце. За последние 59 секунд ни бортинженер Грин, ни пилот Гейнс, который сидел на откидном сидении, не высказали никаких замечаний по выполнению захода. Сам второй пилот, однако, впоследствии не мог вспомнить, наблюдал ли он огни системы индикации визуального захода (VASI).
В 23:40:42 летящий в темноте авиалайнер на удалении 3865 футов (1178 м) от торца полосы и 113 футов (34 м) над уровнем моря (88 футов (27 м) от земли) врезался в джунгли. Потеряв скорость, «Боинг» через 236 футов (72 м) рухнул на землю и помчался сквозь деревья, пока не врезался в трёхфутовую (около метра) лавовую скалу, а затем остановился в 3090 футов (940 м) от торца полосы в точке 14°20′55″ ю. ш. 170°43′55″ з. д.. Никаких свидетелей происшествия на земле не было. Согласно показаниям выживших пассажиров, когда лайнер мчался через деревья, и даже при столкновении с небольшой скалой, удары при этом были лишь немногим сильнее, чем при обычной посадке, а отделка салона практически не была повреждена. Когда машина остановилась, то на правой плоскости крыла возник пожар, но ни о какой эвакуации по салону не объявлялось. Один из пассажиров открыл правый аварийный выход, выходящий на крыло, и успел выскочить наружу, после чего огонь отрезал этот выход. Ещё несколько человек открыли левый аварийный выход и выбрались через него. Большинство пассажиров побежали в начало и хвост лайнера к обычным выходам, однако стюардессы не смогли открыть те двери. Между тем, разгоревшийся огонь полностью охватил и уничтожил авиалайнер. Несколько человек, которые ожидали в аэропорту рейс 806, сообщили, что видели неподалёку от полосы 5 вспышку. Как оказалось впоследствии, это был взрыв самолёта. Обломки разбросало на площади 775 футов (236 м) длиной и 150 футов (46 м) шириной.
В 23:43 на пожарную станцию аэропорта поступил первый сигнал тревоги. В это время у начала полосы стоял небольшой автомобиль с двумя пожарными — стандартная практика в данном аэропорту, когда ожидалась посадка самолёта. Однако пожарные расчёты задержались с выездом, так как из-за путаницы было непонятно, что горит — дом или самолёт. К тому же, как потом оказалось, к месту катастрофы можно было добраться лишь по местной однополосной дороге. Лишь через 14 минут от момента катастрофы пожарно-спасательные службы добрались к горящему самолёту. Они обнаружили только 10 выживших: 9 пассажиров и 1 член экипажа — второй пилот Филлипс, исполнявший обязанности второго пилота (выбрался через пролом в кабине). Однако, 31 января, на следующий день после происшествия от полученных травм умер один пассажир, 2 февраля (3 дня после катастрофы) — второй пилот Филлипс и три пассажира, а 8 февраля (9 дней после катастрофы) — ещё один пассажир. Всего в катастрофе погибли 97 человек. На то время человек, погибший спустя более чем 7 суток после происшествия, относился к смертельно раненным (пункт 830.2 раздела 49 Свода федеральных нормативных актов), поэтому в отчёте NTSB число погибших указано равным 96. Это крупнейшая авиакатастрофа в Американском Самоа.

## Расследование

### Анализ
Самолёт до момента катастрофы был полностью исправен и сертифицирован, а его вес и центровка при вылете из Окленда и при посадке в Паго-Паго не выходили за пределы допустимого. Экипаж имел необходимую квалификацию и был подготовлен для выполнения полёта.  На основании результатов расследования, показаний третьего пилота и записей бортовых самописцев комиссия пришла к выводу, что никаких отказов систем или разрушения конструкции самолёта, включая двигатели, конструкцию планера, управляющие поверхности, электро- и гидросистемы, а также пилотажные приборы, до столкновения не было. Находящийся в грузовом отделении пероксид метилэтилкетона был неправильно упакован, но не было найдено никаких доказательств, что это послужило причиной катастрофы.
По данным с бортовых самописцев, включая речевой, и со слов выжившего при катастрофе пилота была установлена следующая картина выполнения посадки. До торца полосы оставалось 8 морских миль (14,8 км), когда второй пилот сообщил, что видит полосу. Начиная с момента, когда самолёт находился в 7,5 морских милях от торца полосы, пилот пять раз докладывал на землю о наблюдении огней полосы. Все системы авиалайнера в это время работали исправно. Минимальная высота вхождения в глиссаду установлена как 2500 футов (760 м), однако машина снизилась до 2000 футов (610 м), после чего сохраняла эту высоту до входа в глиссаду. Когда было доложено о входе в глиссаду, то самолёт находился на 180 футов (55 м) ниже высоты 2180 футов (660 м) — нормальной высоты глиссады в этой точке. Почему лайнер снизился под глиссаду, комиссия установить не смогла. В некоторой степени этому способствовало то, что даже в 7 милях от DME правый радиоприёмник был по-прежнему настроен на частоту VOR, а не курсо-глиссадной системы. Как показывает практика, не будь такой ошибки, правый пилот мог бы более эффективно контролировать выполнение захода на посадку. Кроме того, командир и второй пилот могли бы провести перекрёстную проверку показаний приборов, благодаря которой можно выявить сбой в работе одного из приборов, если это имеет место.
Когда борт N454PA пересёк глиссаду, он недолго оставался на прежней высоте, из-за чего теперь находился выше глиссады. Командир перевёл самолёт в снижение и через 1000 футов (300 м) от точки пересечения вошёл в глиссаду. Приборная скорость в это время колебалась в районе 160 уз (296,32000 км/ч), при этом траектория снижения не была стабильной, что можно объяснить воздействием дождя и ветра. Испытания показали, что очень сильный дождь может привести к увеличению вертикальной скорости снижения на 600 футов в минуту (3 м/с), однако показания выживших свидетельствовали, что перед столкновением с деревьями самолёт не находился в зоне ливневого дождя. Таким образом, колебания самолёта при снижении можно объяснить воздействием ветров. Также из-за изменений ветра показания указателя скорости со стороны второго пилота могли отклоняться до 9 уз (16,66800 км/ч), но, по мнению комиссии, это не играло существенной роли с учётом имеющегося прогноза ветра.
За 50 секунд до столкновения лайнер пролетал над пересечённой местностью Логотала-Хилл (англ. Logotala Hill), когда столкнулся с усилившимся встречным ветром или попал в восходящий воздушный поток. Воздушная скорость резко возросла до примерно 160 уз (296,32000 км/ч), а вертикальная скорость, наоборот, снизилась, из-за чего самолёт теперь начал уходить выше глиссады. Пытаясь исправить ситуацию, экипаж снизил мощность двигателей. Влияние ветрового сдвига продолжалось на протяжении около 25 секунд. Затем лайнер вышел из района Логоталы, при этом положительная вертикальная составляющая исчезла, однако мощность двигателей теперь оказалась ниже допустимого. В результате за 16 секунд до катастрофы вертикальная скорость снижения возросла примерно до 1500 футов в минуту (457 м/мин или 7,6 м/с). По мнению комиссии, командир экипажа своевременно принял меры, когда из-за воздействия ветра скорость снижения замедлилась, но пропустил момент, когда воздействие ветра прекратилось, а с учётом малой силы тяги это и привело к быстрому увеличению скорости снижения. На исправление ситуации оставалось 12 секунд, но пилоты ни увеличивали мощность двигателей, ни отклоняли штурвал «на себя».

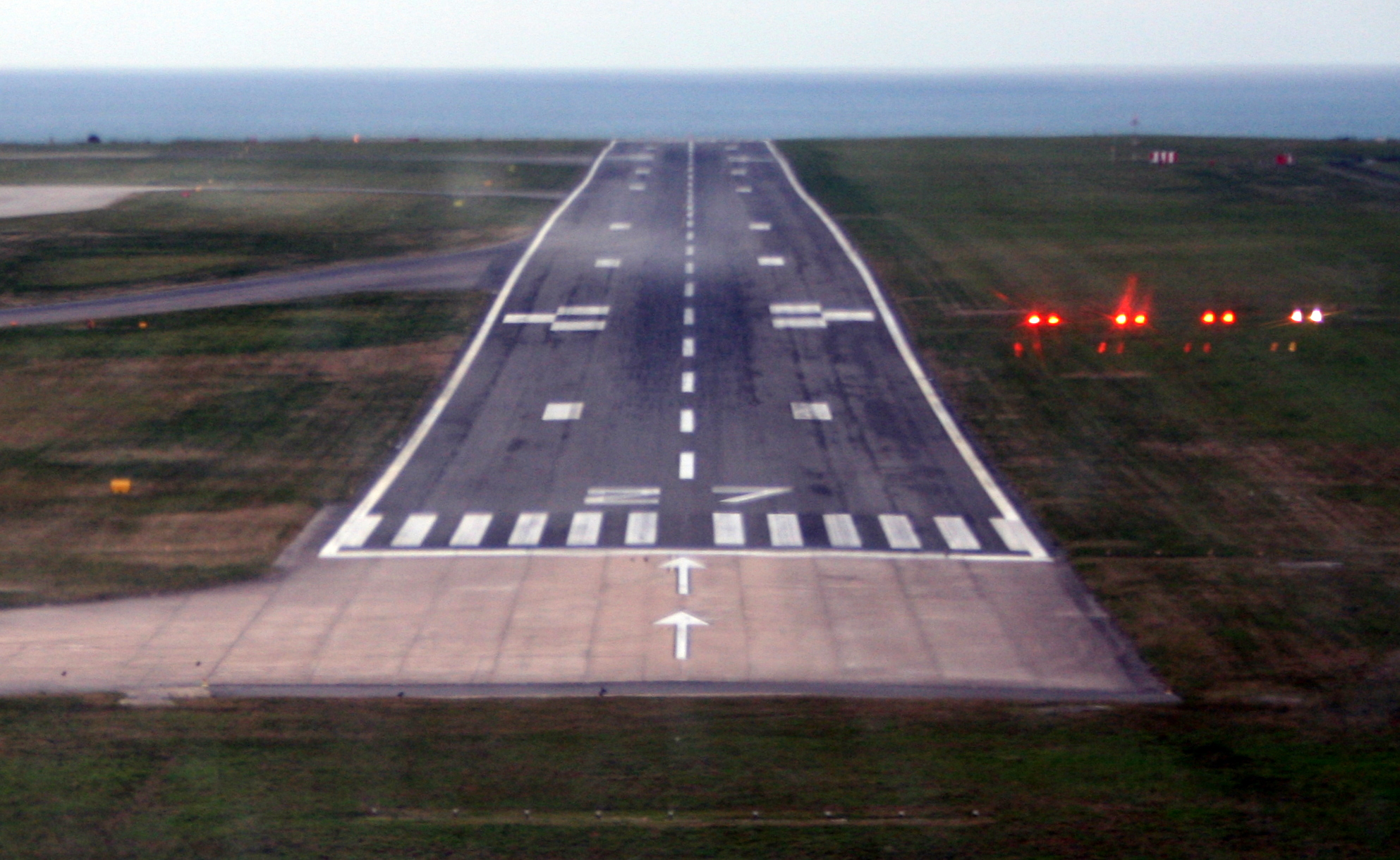
Вид на взлётно-посадочную полосу при посадке. Справа видны огни VASI

Экипаж словно и не подозревал о высокой скорости снижения и надвигающейся катастрофе. Вероятно, что командир в это время смотрел не на приборы, а на расположенную под ними местность, пытаясь сориентироваться. Но снижение происходило ночью над территорией, где отсутствовало какое-либо освещение (известно как Blackhole). Сильный дождь уже прошёл над аэродромом и направлялся в сторону захода, когда второй пилот сообщил о наблюдении полосы. Пилоты перестали смотреть на показания приборов в кабине и перешли на визуальный полёт слишком рано, ведь в этом случае нельзя было выявить изменения траектории снижения. К тому же, так как снаружи не было никаких визуальных ориентиров, то нельзя было своевременно заметить и исправить высокую вертикальную скорость. Для облегчения выполнения визуального захода на посадку аэропорт был оборудован системой индикации визуального захода VASI, которая в момент катастрофы работала. Но нет никаких доказательств, что её огни видели с самолёта, ведь их могла заслонить стена надвигающегося дождя. Однако даже в таких условиях заход на посадку мог продолжаться, так как пилоты видели огни приближения и торца полосы.
Когда второй пилот сказал командиру, что они следуют несколько выше глиссады, то вероятно, что он не видел огней VASI. К тому же правый радиоприёмник не был настроен на частоту радиомаяка ILS, из-за чего второй пилот не знал точного положения самолёта на глиссаде. Лишь когда раздались предупреждения радиовысотомера, а до катастрофы оставались считанные секунды, второй пилот перевёл взгляд на приборы и увидел, что авиалайнер следует на минимально допустимой высоте и со скоростью всего 140 уз (259,28000 км/ч). Из этого и был сделан вывод, что второй пилот не наблюдал огней VASI. Если бы эти огни наблюдал командир, то он должен был успеть понять, что самолёт ниже глиссады, после чего перевести взгляд на приборы в кабине, а затем принять своевременные меры по исправлению ситуации. Однако когда второй пилот сказал, что они выше глиссады, то следом авиалайнер перешёл в быстрое снижение, а вертикальная скорость достигла 1500 футов (460 м) в минуту. При этом никто в кабине не обратил внимания на показания приборов, свидетельствующие о быстром снижении, и не предупредил командира. В результате командир не подозревал о реальной ситуации, а мощность двигателей была увеличена лишь за считанные секунды до столкновения. Наблюдай командир показания системы VASI, то он бы заметил, что последние 15 секунд самолёт следовал под глиссадой, причём последние 8 секунд — под безопасной высотой.
Исходя из анализа траектории снижения рейса 806, комиссия пришла к мнению, как бы развивалась ситуация, когда самолёт находился на высоте 178 футов (54 м) над деревьями, а командир при этом бы увидел огни VASI. Прежде всего, около секунды он считывает показания огней, а затем около полутора секунд осмысливает ситуацию, что самолёт следует ниже допустимого. Вертикальная скорость снижения в тот момент составляла 25 футов (7,6 м) в секунду, а потому за этот промежуток времени «Боинг» снижается ещё примерно на 80 футов (24 м). Далее пилоты тянут штурвал «на себя», тем самым поднимая нос лайнера со скоростью 4°/сек, в результате чего последний с полуторакратной перегрузкой выходит из снижения и переходит в набор высоты. Так как 2,5 секунды считается нормальным на понятие показаний огней индикации и на принятие своевременных действий, то, снизившись в общей сложности на 133 фута (41 м), машина переходит в горизонтальный полёт на 35 футов (11 м) выше деревьев. При таком манёвре также произойдёт снижение скорости полёта, даже если двигатели будут переведены на максимальную мощность. Поэтому если вдруг в этот момент скорость встречного ветра упадёт, то лайнер всё равно врежется в деревья. Но, по мнению комиссии, сдвиг ветра, с которым «Боинг» столкнулся в момент катастрофы, был вызван изменением не только ветра, но и высоты, из-за чего появилось влияние близкорасположенной земли. Таким образом, комиссия пришла к мнению, что экипаж всё же имел возможность перевести свой самолёт в горизонтальный полёт.
В некоторой степени катастрофе способствовал и ливневый дождь, из-за которого создалась иллюзия, что горизонт находится ниже, чем на самом деле. В результате пилоты ошибочно предположили, что самолёт летит с более высоко поднятым носом и на большей высоте, потому они опустили нос и снизили мощность двигателей. Но если бы пилоты в это время следили за приборами, то они должны были заметить, что следуют на 500 футов (150 м) ниже высоты входа в глиссаду, а вхождение в глиссаду произошло на 180 футов (55 м) ниже её. Второй пилот проверял настройки высотомера примерно за 2 минуты 24 секунды до катастрофы, но не называл фактическую высоту. Лишь после предупреждения от радиовысотомера второй пилот сказал об опасной высоте, а через три секунды про это пробормотал и командир. Через пять секунд на речевом самописце был зафиксирован шум нарастающей мощности двигателей.
Таким образом, создание катастрофической ситуации началось за 15 секунд до удара о деревья, когда самолёт начал снижаться со средней вертикальной скоростью значительно выше 1000 футов (300 м) в минуту — максимально установленной для этого аэропорта. При этом ранее авиалайнер вошёл в глиссаду на 138 футов (42 м) ниже установленной высоты и кратковременно даже следовал выше глиссады, после чего снизился под неё. Пилоты визуально контролировать положение лайнера на глиссаде не могли, так как огни индикации VASI в это время, наиболее вероятно, были закрыты дождём. Хотя есть вероятность, что эти огни вообще не работали из-за сбоя электропитания в аэропорту.

### Причины
1. Нет никаких свидетельств, что до столкновения с деревьями на борту произошло разрушение конструкции, пожар, отказ систем управления или двигателей.
2. Рейс 806 выполнял заход на посадку по ILS/DME на полосу 5. Пилотирование осуществлял командир, а обязанности второго пилота выполнял третий пилот, который имел необходимую для этого квалификацию.
3. Все элементы курсо-глиссадной системы (ILS) и системы визуальной индикации работали исправно.
4. Примерно в трёх милях от аэропорта самолёт столкнулся с усилившимся встречным ветром и восходящим воздушным потоком, из-за чего снизилась вертикальная скорость снижения, при этом лайнер оказался выше глиссады.
5. Изменение ветра сопровождалось ливневым дождём, движущимся по взлётно-посадочной полосе в сторону заходящего на посадку самолёта.
6. Увидев по приборам изменение воздушной скорости и уклонение с глиссады, вызванных сдвигом ветра, пилот снизил мощность двигателей.
7. В 1,25 морских милях от аэропорта влияние встречного ветра снизилось, после чего самолёт из-за пониженной мощности двигателей начал снижаться с вертикальной скоростью 1500 футов в минуту.
8. В течение 15 секунд экипаж не предпринимал мер по уменьшению высокой скорости снижения (1500 футов в минуту); мощность двигателей была увеличена только за 4 секунды до удара.
9. За последние 2 минуты 50 секунд экипаж наблюдал как минимум отдельные огни полосы.
10. Из-за отсутствия визуальных ориентиров экипаж, вероятно, не заметил увеличения скорости снижения и ухода под глиссаду; система VASI, возможно, работала, но её не было видно из-за дождя.
11. Заход выполнялся над неосвещённой местностью без каких-либо ориентиров, поэтому экипажу было очень сложно визуально контролировать снижение.
12. Хотя второй пилот проконтролировал и сообщил в последние секунды об опасно малых приборной скорости и высоте, до этого ни бортинженер, ни пилот на откидном сидении не предупреждали, что скорость снижения как минимум на протяжении 15 секунд превысила максимально допустимую 1000 футов в минуту.
13. Правый навигационный радиоприёмник был настроен на частоту радиомаяка VOR и передавал данные от DME, вместо того, чтобы быть настроенным на частоту ILS, поэтому данные о положении самолёта на глиссаде отображались только на приборной панели со стороны командира.
14. При столкновении самолёта с деревьями с деревьями и землёй никто не погиб, так как относительно небольшие удары не привели к сильному разрушению салона.
15. Телесные травмы, нанесённые погибшим и выжившим, были причинены пожаром, возникшим после столкновения.
16. Все выжившие пассажиры сообщили, что они внимательно слушали инструктаж по выполнению эвакуации и ознакомились с брошюрами для пассажиров.
17. Пожарные и спасательные службы не смогли своевременно прибыть к месту происшествия из-за дождя, проблем с дорогами, пересечённой местности и определением места пожара.
18. Густая растительность не позволяла пожарным подойти к горящему самолёту со всех сторон[3], тем самым значительно снизив эффективность борьбы с пожаром.

8 ноября 1974 года, то есть уже через 10 месяцев после катастрофы, Национальный совет по безопасности на транспорте (NTSB) выпустил отчёт AAR-74-15, согласно которому виновником катастрофы стал экипаж, так как после прохождения высоты принятия решения он не исправил высокую скорость снижения. При заходе на посадку пилоты перешли от полёта по приборам на визуальный полёт и не контролировали теперь должным образом показания приборов. Но теперь в условиях дождя возникла зрительная иллюзия, в результате которой пилотам показалось, что они гораздо выше необходимого и при этом ближе к аэропорту, поэтому скорость снижения была увеличена. Из-за отсутствия взаимодействия между людьми в кабине остальные два члена лётного экипажа не проконтролировали показания приборов и не предупредили своевременно о высокой скорости снижения и малой высоте. Система индикации визуального подхода (VASI) функционировала нормально, но экипаж не руководствовался её показаниями.
Проведённые в дальнейшем испытания, а также более тщательный анализ трагедии рейса 806 позволили более точно определить причины. В результате 6 октября 1977 года NTSB выпустил отчёт AAR-77-07, который полностью заменял отчёт AAR-74-15 трёхлетней давности. Теперь комиссия пришла к заключению, что ещё одним важным фактором в катастрофе стала погода. Высокая вертикальная скорость стала результатом попадания самолёта под воздействие сдвига ветра, в котором присутствовали горизонтальные и вертикальные воздушные потоки, причём последние были вызваны пересечённой местностью. В результате лайнер стал уходить выше глиссады, что и попытался исправить экипаж, но был дезориентирован во время ночного полёта в дождь и над совершенно тёмной местностью. При этом экипаж до последнего не обращал внимание на показания приборов, в результате чего в течение 15 секунд скорость снижения превышала максимально допустимую. Руководствоваться показаниями системы VASI пилоты не могли, так как она могла быть скрыта из-за идущего в аэропорту ливневого дождя.
Свои замечания к отчёту 1977 года высказал Кей Бейли (англ. Kay Bailey), который исполнял обязанности председателя комиссии. По его мнению, основным фактором катастрофы стал именно сдвиг ветра, особенно в сочетании с сильным дождём. Ошибка экипажа, который не заметил высокую скорость снижения, стала второстепенным фактором, так как экипаж был значительно дезориентирован при полёте над местностью, где отсутствовали визуальные ориентиры, а из-за дождя возникла иллюзия относительно местонахождения самолёта в пространстве, при этом отсутствовал надлежащий контроль за показаниями приборов. Таким образом, по мнению Бейли, причиной катастрофы стал сдвиг ветра в условиях отсутствия своевременной реакции экипажа.

### Комментарии
1. ↑  Здесь и далее указано Стандартное время Американского Самоа (SST, UTC+11:00).
2. ↑  ILS DME — курсо-глиссадная система с учётом расстояния от навигационного радиомаяка (VORTAC).
3. ↑  На фото аэропорт Джерси.